# Willys MB
De Willys MB jeep, ook gemaakt als de vrijwel identieke Ford GPW, is een kleine, algemeen inzetbare vierwielaangedreven terreinwagen, gebruikt door de Geallieerden in de Tweede Wereldoorlog, in grote aantallen geproduceerd door de Verenigde Staten, van 1941 tot en met 1945.
De Willys (en Ford) jeeps werden door vele Amerikanen, waaronder generaal, en later president Eisenhower, generaal George Marshall, en Pulitzerprijs winnende oorlogsjournalist Ernie Pyle beschouwd als een van de belangrijke middelen waarmee de Tweede Wereldoorlog gewonnen werd. De kleine jeep verwierf door zijn goede constructie en prestaties, grote beschikbaarheid, en positieve media een zekere iconische status.

## Historie
In de Eerste Wereldoorlog probeerde Amerika als een van de eerste landen om een gemechaniseerde strijdmacht op te zetten. Het Amerikaanse leger gebruikte hiervoor 4x4-trucks van de Four Wheel Drive Auto Company. Onder dreiging van het uitbreken van de Tweede Wereldoorlog zocht het Amerikaanse leger een nieuw, lichtgewicht voertuig voor off-road gebruik. Het Amerikaanse leger schreef in 1940 fabrikanten 135 bedrijven, waaronder American Bantam, Ford, en Willys-Overland aan, om dit voertuig te laten ontwerpen en binnen 75 dagen een proefserie van 70 stuks te bouwen. Slechts American Bantam met de Bantam BRC en Willys-Overland met de Willys MA (van Millitary model “A”) konden aan de eisen voldoen, hoewel Willys 120 dagen nodig had. De wagens werden onder toeziend oog van ingenieurs van Willys en Ford, die als waarnemers waren uitgenodigd, aan allerlei proeven onderworpen. Omdat men te weinig vertrouwen in de productiecapaciteit van de kleinere producent Bantam had, kwam Willys als beste ontwerp uit de bus. Hierop werd de productie van de op de Bantam BRC gebaseerde Willys Quad (Willys MA) en Ford Pygmy (Ford GP) gestart door Bantam, Ford en Willys. Toen de Verenigde Staten ten gevolge van de aanval op Pearl Harbour op 7 december 1941 ook in de Tweede Wereldoorlog werd betrokken, waren voor de strijd al 4500 voertuigen gereed. Deze werden naar Groot-Brittannië en de Sovjet-Unie getransporteerd. Een extra order van 10.000 stuks van een verbeterd type Willys MA volgde.

### Willys MA

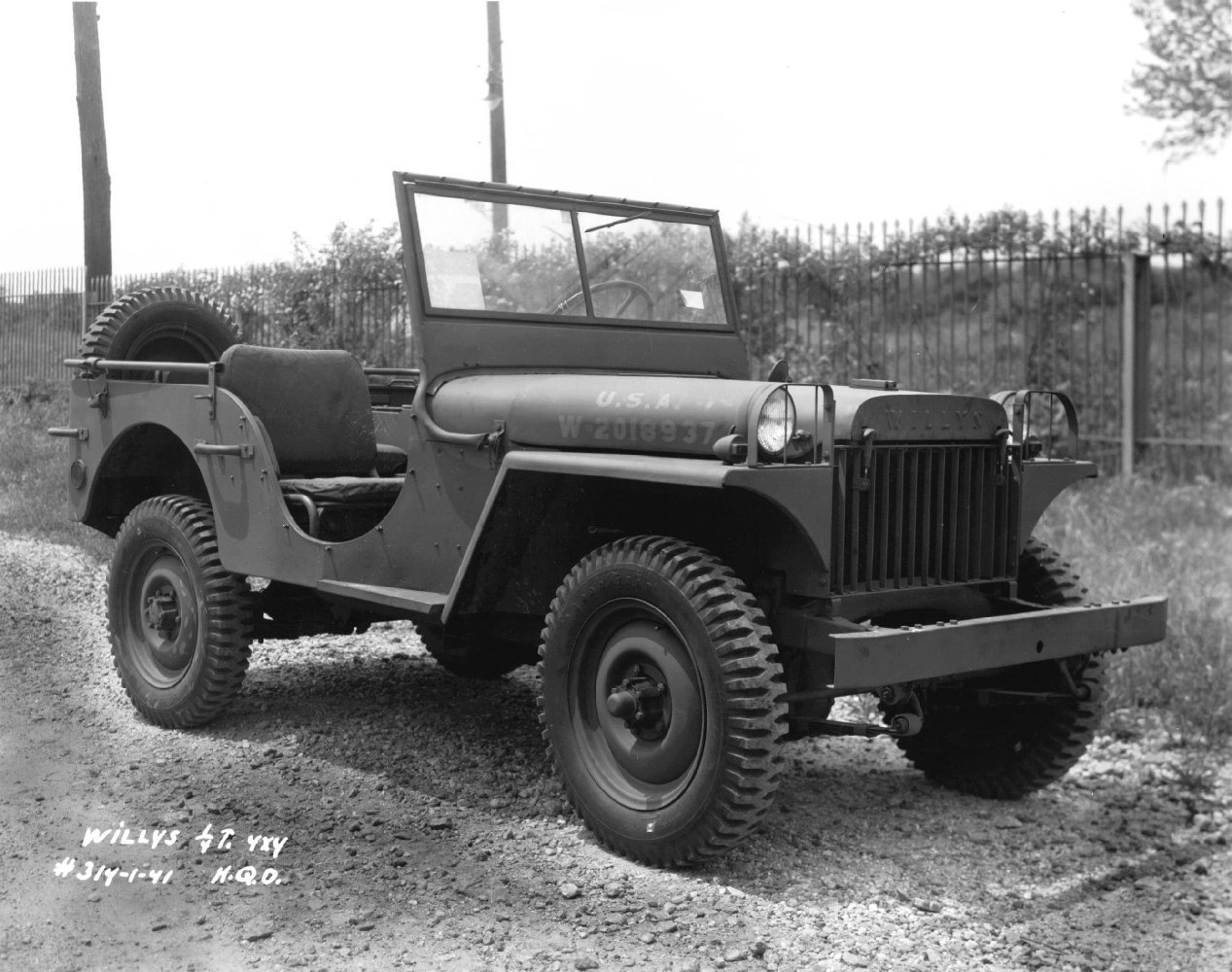
Willys MA

Op 5 juni 1941 begon Willys-Overland met de productie van het type MA. In totaal werden 1.553 stuks geleverd, waarvan vijftig exemplaren met sturing op alle vier de wielen. De meeste van deze voertuigen werden onder de voorwaarden van de Leen- en Pachtwet geleverd aan het Britse leger of aan het Rode Leger in de Sovjet-Unie.

### Willys MB
Na de eerste order werden de pluspunten van de Ford Pygmy en Bantam GPV prototypes in de Willys MA-jeep geïntegreerd. Het voertuig kreeg een vloerversnelling en werd iets lichter. Dit werd de Willys MB. Op 23 juli 1941 gaf het Amerikaans leger de opdracht voor de productie van de Willys MB. De voertuigen zouden tegen een stuksprijs van 738,74 dollar worden geleverd.
In oktober 1941 werd duidelijk dat Willys-Overland niet voldoende voertuigen kon leveren. Ford nam het voertuig ook in productie. Het kreeg hier de naam GPW, waarbij de W aangaf dat het voertuig in licentie van Willys werd gebouwd. Tijdens de Tweede Wereldoorlog werden zo'n 363.000 Willys MB geproduceerd en 280.000 Ford GPWs.

## Gebruik

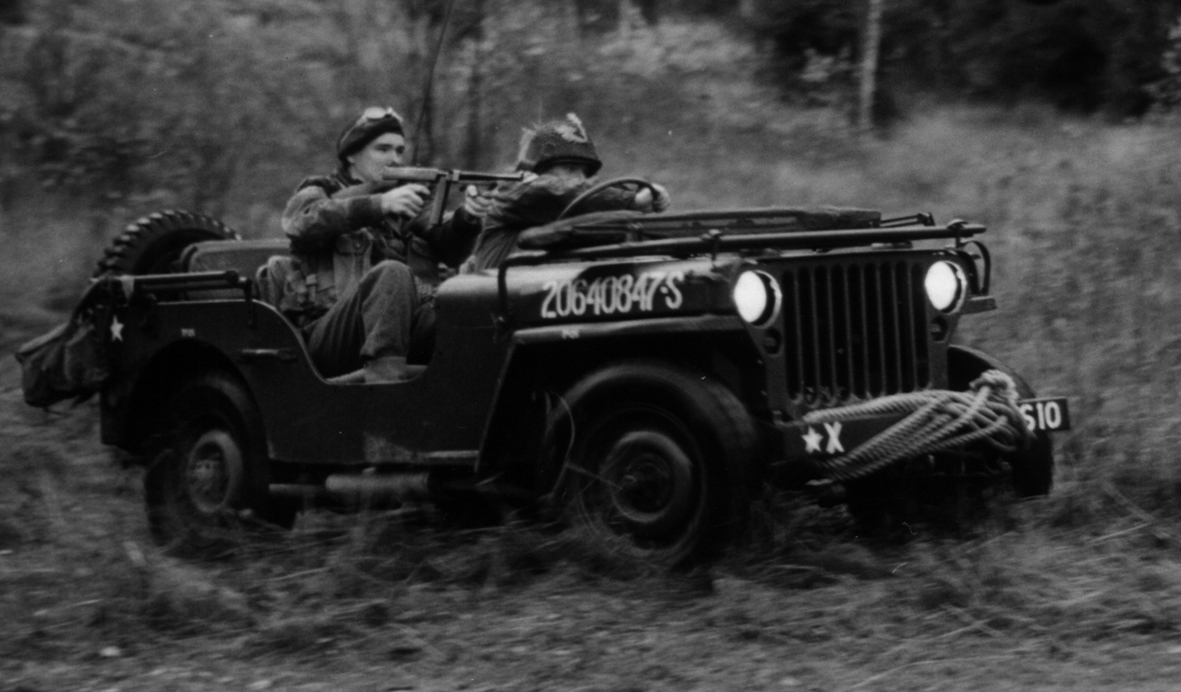
Willys MB in Zweden

De Willys MB werd onder de militairen geroemd om zijn lage kosten en groot vermogen. Het voertuig is tijdens en ver na de Tweede Wereldoorlog gebruikt over de hele wereld.
Nadat Amerika zijn strijdkrachten grotendeels terugtrok uit Europa, zijn veel Willys-jeeps op veilingen verkocht aan particulieren. Van deze geveilde exemplaren rijden er nu nog een groot aantal rond als nostalgisch voertuig.

## Technische gegevens[2]

#### Motor
- Merk/Type: Willys of Ford, viercilinders in lijn, viertakt, zijklep, vloeistofgekoeld
- Brandstof: benzine
- Vermogen: 60 pk bij 4000 toeren per minuut
- Cilinderinhoud: 2199 cc (134,2 cubic inch)

#### Afmetingen en gewichten
- Hoogte: 132 cm (52 inch)
- Hoogte met canvas kap: 177 cm (69¾ inch)
- Lengte: 336 cm (132¼ inch)
- Breedte: 157 cm (62 inch)
- Gewicht (leeg): 1060 kg (2337 lb)
- Maximaal laadvermogen: 272 kg (600 lb)

#### Prestaties
- Bodemvrijheid: 22 cm (8¾ inch)
- Oploophoek: 45°
- Afloophoek: 35°
- Inhoud van benzinetank: 57 liter (15 gallons)

## Gerelateerd
- Tijdens de oorlog probeerde Amerika eerst om lichte vierwielaangedreven legervoertuigen te gaan maken op basis van de beste lichte commerciële pick-up trucks. Dit leidde tot de eerste serie halftons Dodge WC-voertuigen, die eerst ook 'jeep' genoemd werden, in 1940. Vervolgens besloot Amerika's defensie om zowel met spoed een wezenlijk kleiner en lichter voertuig te ontwikkelen – de kleine Willys en Ford-jeeps – én om van de Dodge WC-serie uiteindelijk nog ca. 375.000 stuks, in vele uitvoeringen, te laten maken, tot aan het eind van de oorlog.
- Na de oorlog heeft de Franse automobielfabrikant Hotchkiss nog bijna 28.000 Hotchkiss M201 jeeps gemaakt. Op een aantal kleine details na waren deze identiek aan de Willys MB.